# La Nouvelle Critique (politique)
Pour les articles homonymes, voir La Nouvelle Critique.
La Nouvelle Critique est une revue créée en 1948 par le Parti communiste français. L'agrégé de philosophie Jean Kanapa en a été le rédacteur en chef jusqu'en 1959. Dirigée à partir de 1967 par le journaliste Francis Cohen, elle cesse de paraître en février 1980.
Elle est créée pour propager dans les milieux intellectuels ce que le Parti communiste français présente comme les analyses marxistes élaborées en tous domaines ; elle se veut, ainsi l'indique son sous-titre, une « revue du marxisme militant »
À partir du début des années 1960, elle devient un des lieux des débats qui s'ouvrent parmi les intellectuels communistes et les « compagnons de route ». Cette ouverture - qui va croissant dans les années 1970 - et des problèmes financiers conduisent à la disparition de la revue en 1980.

## Historique

### 1948-1955 le marxisme militant de la «guerre froide»
Le premier numéro paraît en décembre 1948. Son format est peu courant : 18 cm en hauteur, 13,5 cm en largeur. On y lit que « le véritable marxisme ne se juge marxiste qu'à partir du moment où il lui semble mériter l'épithète enthousiasmante de stalinien » et des invitations à « méditer » Jdanov, dans le sillage de l'éloge funèbre signé par Aragon début septembre. Le peintre André Fougeron y écrit « Le peintre à son créneau », où il pourfend les peintres abstraits, deux mois et demi après avoir défrayé la chronique de presse artistique, lors de l'ouverture du salon d'Automne le 24 septembre 1948.
Les illustrations sont réservées en principe à la une de couverture. Parmi les exceptions, le numéro paru au moment de la mort de Staline : la Nouvelle Critique publie alors en première page une photo du  « petit père des peuples », dûment légendée  par une citation de Maurice Thorez. Cette austérité de forme est redoublée par le propos. La « revue du marxisme militant » comporte des articles difficiles à lire, mais elle s'adresse à une catégorie de lecteurs que rien ne rebute. Elle annonce pourtant son ambition en reprenant une citation de Karl Marx :
- Nous ne nous présentons pas au monde en doctrinaires avec un principe nouveau : voici la vérité, c'est ici qu'il faut tomber à genoux. Mais nous rattachons notre critique à la critique de la politique, à la prise de parti en politique, donc à des luttes réelles et l'y identifions.

La rédaction de la revue comprend à l'origine huit personnes y compris le rédacteur en chef Jean Kanapa : Victor Joannès, Annie Besse, Pierre Daix, Jean-Toussaint Desanti, Jean Fréville, Victor Leduc, Henri Lefebvre.
De 1948 à décembre 1955, soit les sept années d'une guerre froide qui fige les positions à l'Est et à l'Ouest, le noyau initial du comité de rédaction demeure présent, auquel s'ajoutent quatre autres membres : Régis Bergeron, Francis Cohen, Jeanne Lévy, Boris Taslitzky. Entretemps, le format de la revue,austère, prend de la hauteur et devient un plus classique 21,5 x 13,5 cm. « La véritable science est dans le camp de la classe ouvrière, de la révolution, de l'Union soviétique, de Staline », lit-on dans l'article de M. Darciel [H. Provisor], Jean-T. Desanti et G. Vassails : « Science bourgeoise et science prolétarienne », La Nouvelle Critique, juillet-août 1949, pages 32-51. Parmi les autres numéros parus dans cette période, l'un se détache par son volume (378 pages) et par son importance quant à l'information qu'il livre sur l'idéologie communiste d'alors. Publié en avril-mai 1953, sous le frontispice de Marx-Engels-Lénine-Staline, il communique les « documents des journées nationales d'études des intellectuels communistes » qui s'étaient déroulées à Ivry-sur-Seine, les 29 et 30 mars 1953.
À la fin de l'été 1955, le comité de rédaction, dont Annie Kriegel, témoigne qu'à « la différence de beaucoup d'autres publications, celui de La Nouvelle Critique fonctionnait régulièrement », déménage de la rive gauche où il était installé depuis les débuts de la revue (au n° 64 du boulevard Auguste Blanqui, 13e arrondissement) pour la rive droite, au n° 95-97, boulevard Sébastopol. Ce mouvement géographique se prolonge, en janvier 1956, par le mouvement des hommes.

### 1956-1957 le choc du XXeCongrès du PC soviétique
L'année 1956 s'ouvre pour La Nouvelle Critique, par l'ouverture de son comité de rédaction. Deux de ses membres le quittent en janvier (c'est-à-dire avant les révélations du Rapport Khrouchtchev :  Victor Joannès et Régis Bergeron. Huit nouveaux y entrent : deux docteurs en médecine, Émile Baulieu et Jeanne Lévy, deux germanistes, André Gisselbrecht et Émile Bottigelli, un historien Jean Suret-Canale, un spécialiste de l'art, Pierre Gaudibert, un philosophe, Lucien Sebag. Le huitième, est un responsable politique, Victor Michaut ancien membre du Bureau politique du Parti.
Ce renouvellement ne fait cependant pas dévier la revue. En effet, anticipant de quelques mois nombre de ses camarades, l'ancien responsable de l'Union des étudiants communistes de 1939, devenu journaliste, un temps député, Pierre Hervé publie en ce début d'année un livre critique (La Révolution et les fétiches), qui dénonce l'aveuglement stalinien, l'inefficacité du PCF à influer malgré son audience, sur le cours de l'histoire depuis 1945, l'ouvriérisme des intellectuels, etc. Le livre aurait pu passer inaperçu, mais l'ancien dirigeant de la Résistance qu'est Pierre Hervé n'est pas un inconnu et trouve une tribune dans le premier numéro de l'année 56 de France Observateur : deux pleines pages en milieu de journal, reprennent les morceaux choisis du livre, agrémentées, pour marquer l'importance de la défection, d'une photo de Hervé discutant d'égal à égal avec ...Jacques Duclos. Dès février, ils sont deux, Jean Kanapa et Jean Suret-Canale, à réfuter ses arguments et à conclure :
« L'entreprise de Hervé se caractérise par une pure et simple entreprise de liquidation  du marxisme-léninisme et des principes qui fondent l'action du Parti communiste. Son objectif politique est la capitulation de la classe ouvrière. (...) Vieille chanson ! depuis un siècle les sirènes de la bourgeoisie s'évertuent, plus ou moins habiles, à la faire entendre. Le malheur c'est que depuis Marx et Engels, depuis la révolution d'Octobre, les communistes n'ont jamais voulu répondre à la voix de ces sirènes,(...). Ils se refusent à prendre des vessies pour des lanternes (...) et à renoncer à leurs objectifs de libération sociale. »
Le 14 février 1956 s'ouvre le XXe Congrès du Parti communiste de l'Union soviétique. L'onde de choc provoquée par le rapport présenté par le secrétaire général de ce parti est d'autant plus rude pour les tenants de la logorrhée aperçue dans cet extrait de La Nouvelle Critique. L'ébranlement des certitudes qui survient  à la suite du rapport « secret », où Nikita Khrouchtchev fait état des crimes de la période stalinienne, dont le Parti communiste français nie durant 20 ans avoir eu officiellement connaissance, atteint les membres de la rédaction de la revue à des degrés divers, et provoque pour certains un rejet du Parti, identique à celui manifesté par Pierre Hervé. En novembre 1957, trois des membres du comité de rédaction en sont exclus : Victor Leduc, Annie Besse, Henri Lefebvre. Plusieurs autres démissionnent ou s'éloignent : Jean-Toussaint Desanti, Lucien Sebag, Émile Bottigelli, Émile Beaulieu, Pierre Gaudibert.

### De 1958 à 1967, un «marxisme militant» ...autrement
En l'espace de deux ans (1958-1959), le comité de rédaction de la revue est renouvelé presque totalement. Au niveau de la direction de La Nouvelle Critique, Jean Kanapa quitte la rédaction en chef en 1959. Trois personnes vont assumer la direction de la revue qui se professionnalise :
- Le poste de directeur est créé, tenu par Guy Besse, professeur de philosophie, responsable national des Étudiants communistes en 1945, directeur de la maison d'édition du PCF, Les Éditions sociales. Il a trente ans et il est membre du Comité central du PCF depuis 1956. Il est directeur politique de la revue jusqu'à fin 1966. Il est de ceux qui initient, entre les pôles opposés que sont Roger Garaudy et Louis Althusser, une voie médiane du marxisme, telle qu'elle se développe en mars 1966 lors d'une session « historique » du comité central tenue à Argenteuil[17].
- La fonction de rédacteur en chef échoit à un ancien instituteur, devenu « permanent » du PC et journaliste, Jacques Arnault. Âgé de 31 ans en 1959, il quitte la revue fin 1966, pour devenir grand reporter à L'Humanité.
- Un rédacteur en chef adjoint, André Gisselbrecht, complète l'équipe.
- Le comité de rédaction compte environ 25 membres. Des départs et des arrivées ont lieu. Outre ceux de la direction de la revue, quelques-uns retiennent l'attention. Ainsi en 1963 font partie de cette instance des hommes (aucune femme, contrairement aux périodes antérieures) que les débats dans le monde intellectuel (dans sa pluridisciplinarité, mais à l'exception notable des sciences), voire leur destin politique ultérieur, font ou vont faire connaître : Jacques Chambaz, historien, Henri Claude, économiste, Roland Desné, spécialiste d'études littéraires, Jean Fréville, écrivain, François Hincker, historien Pierre Juquin, germaniste, Jean Kanapa, toujours présent officiellement, Jean Marcenac, écrivain, Jacques Milhau, philosophe, Maurice Moissonnier, historien, Claude Prévost, germaniste, Jean Rollin, critique d'art et muséographe, Lucien Sève, philosophe, Michel Simon, philosophe et sociologue, Jean Suret-Canale, géographe, Boris Taslitzky, artiste-peintre, Michel Verret, alors philosophe, Roland Weyl, juriste.
- D'autres contributeurs interviennent durant cette période de façon ponctuelle[18] : Laurent Casanova, en 1958-1960, Henri Krasucki, alors chargé de « suivre » les intellectuels pour le Comité central du PCF, André Barjonet, du secteur économique de la CGT, Louis Aragon, Roger Garaudy (une seule fois), Gilbert Badia, Louis Althusser, (en 1961, 1964 et 1965), Charles Parain, Claude Willard, Jean Orcel, Georges Cogniot, Jean-Pierre Vigier, Jeannette Colombel, Jean-Jacques Goblot, Robert Navarre, Pierre Macherey, Jacques Rancière, Gilette Ziegler, Jorge Semprún, Robert Lapoujade, Bachir Hadj Ali, une liste incomplète et sans nommer les 83 créateurs de toutes disciplines, qui en 1960, répondent à une questionnaire ouvert : « À quoi servons-nous ? », ni les participants à un numéro « Spécial Picasso » en 1961, pour le 80e anniversaire de sa naissance.

### De 1967 à 1980, « politique, marxisme, culture »

#### Forme nouvelle
En février 1967, La Nouvelle Critique opère un changement radical. La mise en page tout d'abord : le format passe à celui d'un cahier agrafé, au format de 21 cm x 28 cm, de 64 à 68 pages. Ce format reste à peu près le même jusqu'à la fin (il gagne 1 cm de hauteur en cours de route). La pagination va aller en augmentant pour atteindre une vitesse de croisière d'environ 100 pages vers 1975. La une reste bavarde en annonçant les principaux articles du sommaire, mais perd, momentanément, toute référence textuelle au ... marxisme. Elle la retrouve en 1971 en se sous-titrant Politique, marxisme, culture. Coïncidence, en cette même année 1971, la rédaction change d'adresse, délaissant ses locaux de la Rue Saint-Georges, pour les « ors » du numéro 2 de la Place du Colonel-Fabien, nouveau siège national du PCF.
Mais au-delà de l'aspect visuel, les changements concernent la direction de la revue. De février 1967 à février 1980, le directeur en est Francis Cohen, déjà vétéran du communisme, du journalisme et du marxisme. Sa particularité est de n'être membre d'aucune instance dirigeante statutaire (Comité central, Bureau politique) du Parti communiste, contrairement à plusieurs des membres de sa rédaction. Par ailleurs il publie des articles dans la revue depuis 1949-1950.

#### Équipes nouvelles
Deux rédacteurs en chef sont nommés : André Gisselbrecht, germaniste, précédemment rédacteur-en-chef adjoint, qui monte en grade et Antoine Casanova, historien de formation, connu pour être spécialiste des rapports du marxisme avec les chrétiens. Gisselbrecht tient son poste jusqu'en février 1969, Casanova reste jusqu'en avril 1976. À cette date, il est remplacé par l'historien François Hincker, qui ferme les volets de la revue en 1980.
Des rédacteurs-en-chef adjoints se succèdent entre-temps : Jacques De Bonis, de 1970 à 1973, Émile Breton, de 1973 à 1976, et Serge Goffard, de 1976 à 1980.
Rouages importants de tout journal, des secrétaires de rédaction assurent la cuisine éditoriale professionnelle : Jean Rollin, par ailleurs critique d'art à L'Humanité, jusqu'en 1969; André Chaillot, ancien journaliste à l'ancien journal Libération, de 1970 à 1972 ; Michel Strulovici puis Émile Breton ensuite. En 1976, l'équipe dirigeante se dote d'un secrétaire général de la rédaction, dont le rôle dépasse la simple technique, en la personne d'Arnaud Spire, qui reste en place jusqu'en 1980.
Quant aux comités de rédaction qui se succèdent durant 13 ans, ils enregistrent des changements générationnels dans une continuité, tout d'abord, de faible féminisation, une seule femme sur les 32 membres dudit comité en 1969, la philosophe Christine Buci-Glucksmann (très active), progressant à cinq femmes sur 25 membres en 1977 (Colette Bernas, Catherine Clément, Monique Florenzano, Béatrice Henry, France Vernier). Elles ont sept (les mêmes, citées, et Louisette Blanquart) sur 65 au conseil de rédaction (formel) institué cette même année 1977. On relève aussi quelques autres rares contributrices, telles Catherine Claude, Annie Ubersfeld, Madeleine Colin, etc.
Parmi les autres nouveaux membres du comité de rédaction, largement renouvelé, 19 nouveaux noms sur les 32 membres, on relève en 1969, entre autres, les noms du critique Michel Apel-Muller, du psychiatre Lucien Bonnafé, de l'angliciste et journaliste Maurice Goldring, du peintre Jean-Pierre Jouffroy, du scientifique Paul Mazliak, les journalistes Jean Rony, Laurent Salini, etc. 
En 1977, pour le numéro 100 de la revue, quelques changements interviennent et entrent dans ce comité, notamment, le physicien Gilles Cohen-Tannoudji, l'historien Claude Mazauric, le sociologue Olivier Schwartz, le réalisateur Paul Seban.

### Les témoins parlent
- François Hincker : Le parti communiste au carrefour, essai sur quinze ans de son histoire 1965-1981, éditions Albin Michel, Paris, 1981.
- Victor Leduc : Les tribulations d'un idéologue, éditions Syros, Paris, 1985.
- Henri Lefebvre : La somme et le reste, éditiens Méridiens Klincksieck, Paris, 1989.
- Annie Kriegel : Ce que j'ai cru comprendre, éditions Robert Laffont, Paris, 1991. (L'historienne fait retour sur sa propre histoire, puisqu'elle participa sous le nom d'Annie Besse à la revue.)
- Dominique et Jean-Toussaint Desanti : La Liberté nous aime encore, éditions Odile Jacob, Paris, 2001. (avec Roger-Pol Droit dans le rôle de l'« examinateur »)

### Les historiens analysent
- David Caute : Le Communisme et les intellectuels français 1914-1966, éditions Gallimard, Paris, 1967.
- Frédérique Matonti : Intellectuels communistes, essai sur l'obéissance politique, La Nouvelle Critique (1967-1980), éditions La Découverte, Paris 2005.
- Roger Martelli : Une dispute communiste : le comité central d'Argenteuil sur la culture, éditions sociales, 2016.
- Gérard Streiff : Jean Kanapa, de Sartre à Staline, éditions La Dispute, Paris, 1998.
- Jeannine Verdès-Leroux : Au service du Parti. Le parti communiste et les intellectuels (1944-1956), éditions Fayard/Minuit, Paris, 1983.
- Jeannine Verdès-Leroux : Le réveil des somnambules. Le parti communiste, les intellectuels et la culture (1956-1985), éditions Fayard/Minuit, Paris, 1987.

### La revue s'autopsie
- La Nouvelle Critique, numéro 130 (de fait 311e et dernier numéro) : ce numéro récapitule les 32 années de parution, avec un listage de tous les articles parus. Outre quelques articles, des commentaires et témoignages d'auteurs ayant contribué à la revue croisent l'inventaire annoncé d'emblée[22] « Mission accomplie ». S'expriment en cette occasion : Francis Cohen, François Hincker, Guy Besse, Michel Simon, Jacques Milhau, Claude Prévost, André Gisselbrecht, Antoine Casanova.